# 萧子峻
蕭子峻（485年—498年3月3日），字云嵩，齊武帝蕭赜第十八子，母为阮淑媛。
武帝永明七年三月甲寅（489年4月26日），封广汉王。明帝建武二年九月己丑（495年10月27日），改封永阳王。永泰元年正月丁未（498年3月3日），蕭子峻被齐明帝萧鸞所杀，时年十四岁。 

## 延伸阅读
[在维基数据编辑]
 《南齊書·卷40》，出自萧子显《南齊書》